# Piața György Klapka din Komárno
Piața György Klapka (în slovacă Námestie generála Klapku, în maghiară Klapka György tér) este piața centrală a orașului Komárno și centrul istoric al orașului. Clădirea cea mai importantă din această piață este primăria, în fața căreia se află statuia generalului maghiar György Klapka, apărătorul orașului, care a fost înălțată aici în 1896, a fost mutată în 1945 și apoi a fost readusă aici în 1991. Acest monument este unul dintre simbolurile orașului Komárno.

## Istoric
Acest spațiu a devenit o piață în a doua jumătate a secolului al XVII-lea. Mai demult la poarta de est a orașului se afla un lac mlăștinos. Astăzi piața este mărginită la nord de clădirea primăriei, la vest de palatul Zichy, la est de o clădire de birouri și la sud de câteva case de locuit cu un etaj construite în secolul al XIX-lea.

## Clădiri importante
Clădirea primăriei a fost construită inițial în anii 1718-1719 în stil baroc pentru a înlocui un castel mai vechi. Avea un singur etaj, iar în 1725 a fost modificată și acoperită cu țiglă. Avariată grav de cutremurul din 1763, clădirea a fost reconstruită în 1766, iar în 1767 i-a fost adăugat un turn acoperit cu tablă din cupru, peste care a fost așezată stema Imperiului Habsburgic - un vultur cu două capete. Incendiul devastator din 1848 a afectat edificiul, care a trebuit să fie reparat. În 1875 a fost reconstruită după planurile arhitecților Gorstenberg și Arvé.
În piața din fața primăriei s-a aflat între anii 1777-1878 o fântână cu ornamentații din fier forjat, pe care municipalitatea a donat-o arhiducelui austriac Johann Salvator. Arhiducele a instalat-o în curtea interioară a castelului său din Gmunden, Schloss Ort. Pe 14 iunie 2000 o copie fidelă a fântânii ornamentale a fost reamplasată pentru un timp pe locul său original (acum se află în curtea Pavilionului Ofițerilor). În perioada 1991-1992 pavajul din beton al pieței a fost înlocuit cu plăci decorative.
Pe latura de est a pieței se află clădirea cu două etaje a fostei clinici (policlinici), care a fost construită în 1884 după planurile arhitectului Béla Neÿ și care a funcționat până la sfârșitul celui de-al Doilea Război Mondial drept complex de locuințe, iar apoi, după naționalizare, a devenit sediul unei policlincii. Anterior, în acest loc s-a aflat clădirea cu arcade și cu un singur etaj denumită Casa Crucii de Aur (Aranykeresztes ház).
Pe latura de sud se află mai multe clădiri burgheze cu două nivele care au avut destinația de magazine sau de locuințe. Clădirea de la nr. 3-4 a fost deținută de familia de meșteșugari și negustori Koczor, în timp ce în locul unde se află astăzi clădirea de la nr. 7 a existat Biserica Sf. Ioan, care a fost construită în perioada 1653-1658 ca biserică evanghelică, a fost preluată de iezuiți în 1673 și a fost distrusă de incendiul din 1848, fără a mai fi reconstruită.
În colțul de vest al pieței, la intersecția străzilor Župná și Palatínova, a fost construită în anii 1936-1938 clădirea farmaciei Kovách (în acest loc se afla potrivit tradiției orale din Komárom casa Brazovich menționată în romanul Omul de aur al lui Mór Jókai), în fața coloanei Sfintei Treimi, cel mai vechi monument de for public al orașului.
Cea mai mare clădire din piață este palatul Zichy de pe latura de vest. Familia Zichy din Szabolcs a devenit proprietara cetății din Komárno în 1659, după ce a cumpărat castelul și domeniul regal. Terenul pe care a fost construit palatul a fost cumpărat de la contele Puchaim (în 1659) și de la Lázár Buday (în 1667). A fost construit un palat în stil baroc, cu un turn medieval rectangular. Palatul a fost distrus de cutremurul din 1763 și apoi reconstruit în stil neoclasic.
În secolul al XIX-lea unele părți ale clădirii extinse au îndeplinit funcții diferite: aici au funcționat un teatru (unde a jucat Róza Déryné Széppataki și trupe de artiști amatori până în 1827), prima sinagogă a orașului, un oficiu poștal, o berărie și un depozit de cărbune. În secolul al XX-lea a fost folosită în principal pe post de clădire de locuințe, dar au funcționat simultan și mai multe magazine. În 1944 locuitorii evrei au fost scoși din locuințele din clădire de către membrii Partidului Crucilor cu Săgeți și transportați pe malul Dunării, unde au fost împușcați. În 1976 Muzeul Dunării a inaugurat la etajul superior al curții din spate o expoziție a mișcării muncitorești. Există magazine pe porțiunea dinspre piață a clădirii, iar în colțul clădirii se află Restaurantul Klapka (Klapka-étterem), care are amplasată pe perete o placă memorială dedicată contelui István Széchenyi. Pe latura dinspre Primărie a fost inaugurată în 1983 o sală de recepție, cu vitralii proiectate de Péter Mester.
În curtea spațioasă a palatului Zichy se află Piața Europa (Curtea Europa), care a fost proiectată și construită de arhitecții Nándor Litomericzky, Péter Takács și Péter Varga.
Curtea interioară anterior neglijată a început să fie reamenajată în 13 februarie 1999 prin pavarea ei cu piatră. Scopul designerilor a fost de a reface aspectul unor clădiri ale curții în stilul arhitectural tipic al diferitelor țări europene. În 1999 a fost fondată asociația Palatinus care avea ca scop amplasarea la Komárno a unor statui ale monarhilor Regatului Ungariei care au jucat un rol important în istoria orașului Komárno (Ștefan I, regina Ghizela, Sfântul Ladislau, Bela al IV-lea, Sigismund de Luxemburg, Maria Terezia), precum și a sfinților patroni ai Europei. Clădirile din curtea interioară au funcționalități rezidențiale și comerciale. În anul 2000 s-a reconstruit pavilionul de muzică aflat odinioară în parcul Anglia. Inaugurarea solemnă a pieței a avut loc pe 16 decembrie 2000.

## Galerie de imagini

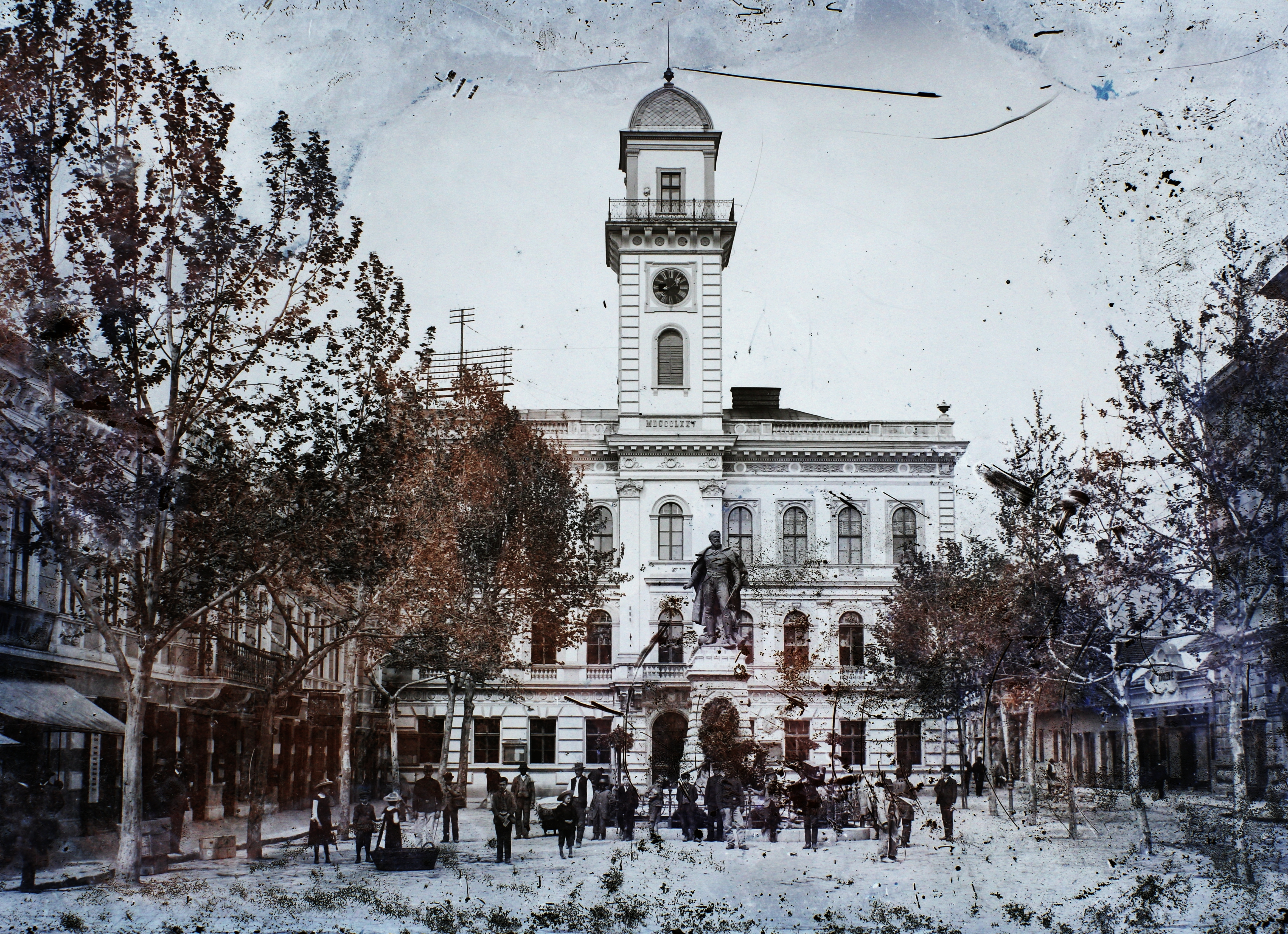
Piața György Klapka în 1903
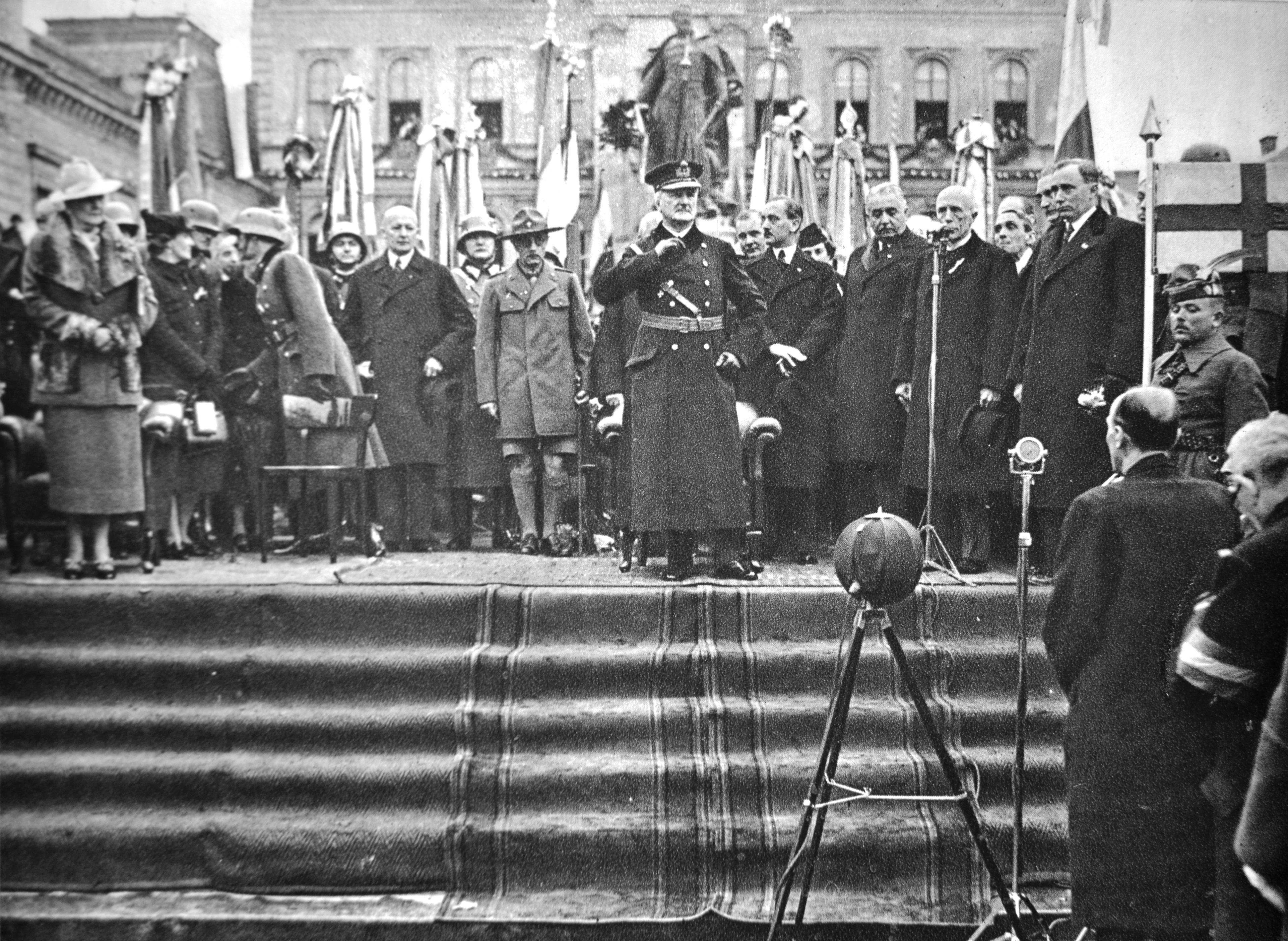
Primul ministru maghiar Béla Imrédy îl întâmpină pe regentul Miklós Horthy în piața György Klapka după ocuparea orașului în urma Primului Dictat de la Viena (noiembrie 1938)
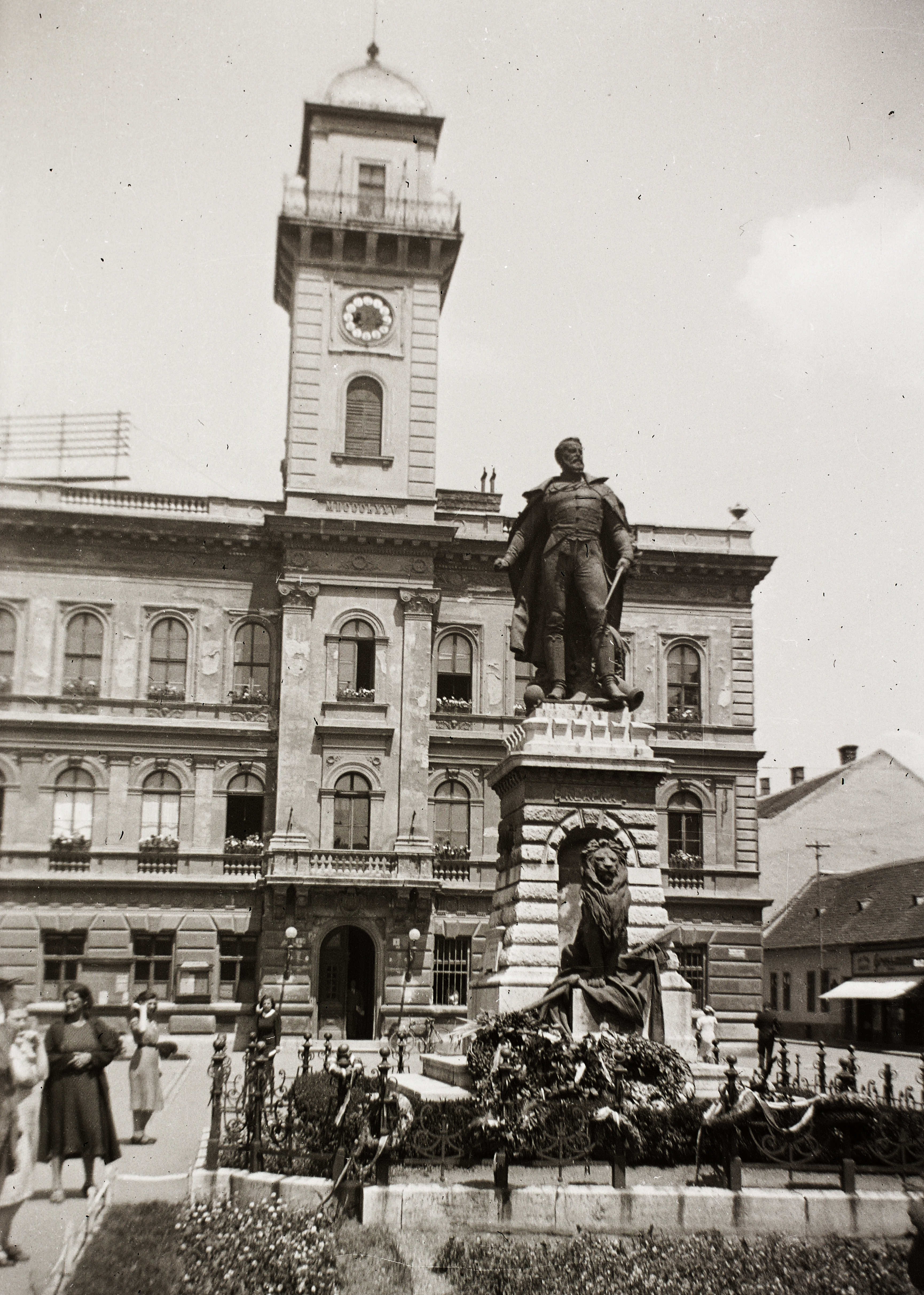
Piața György Klapka în 1939
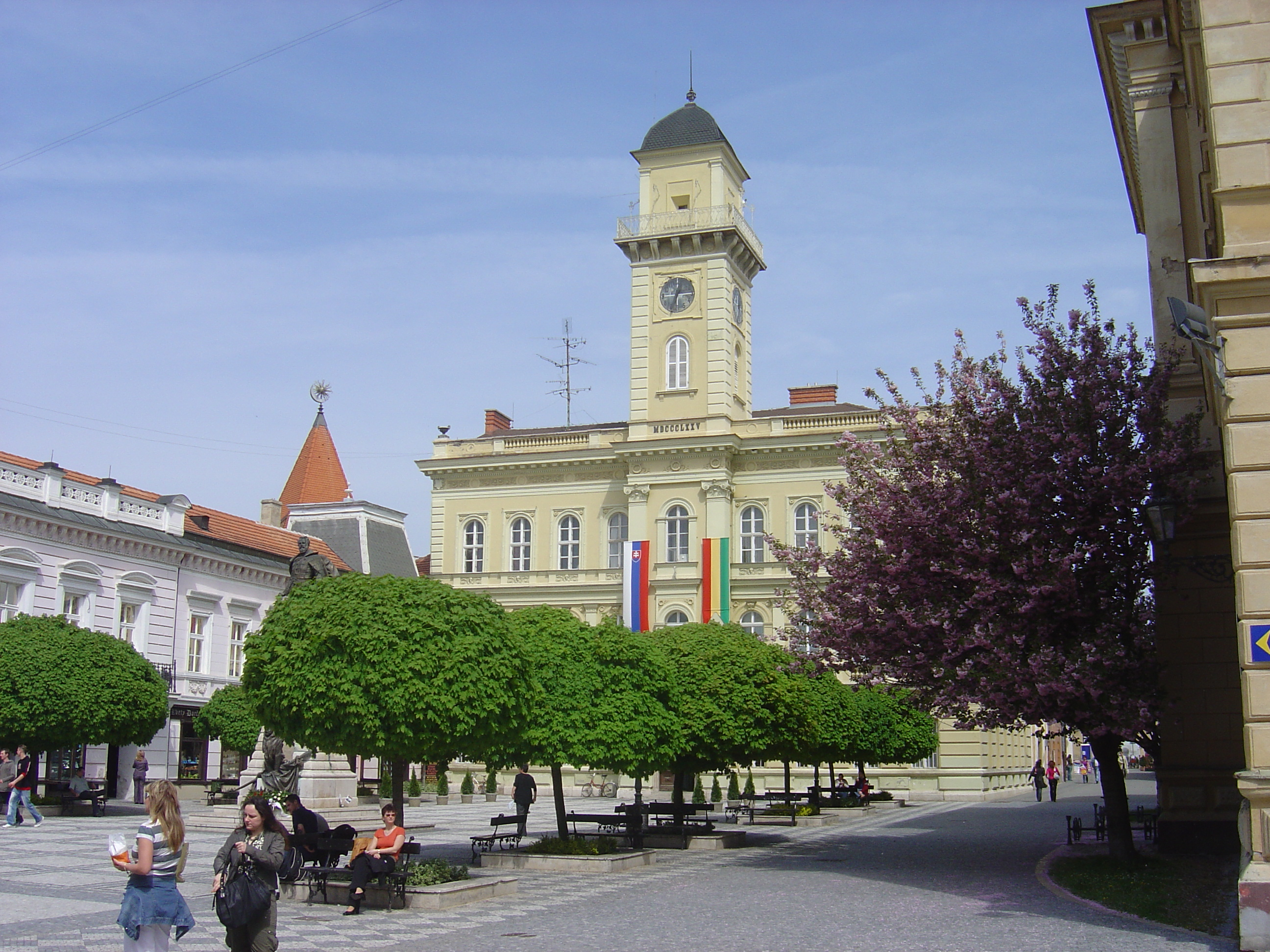
Primăria orașului
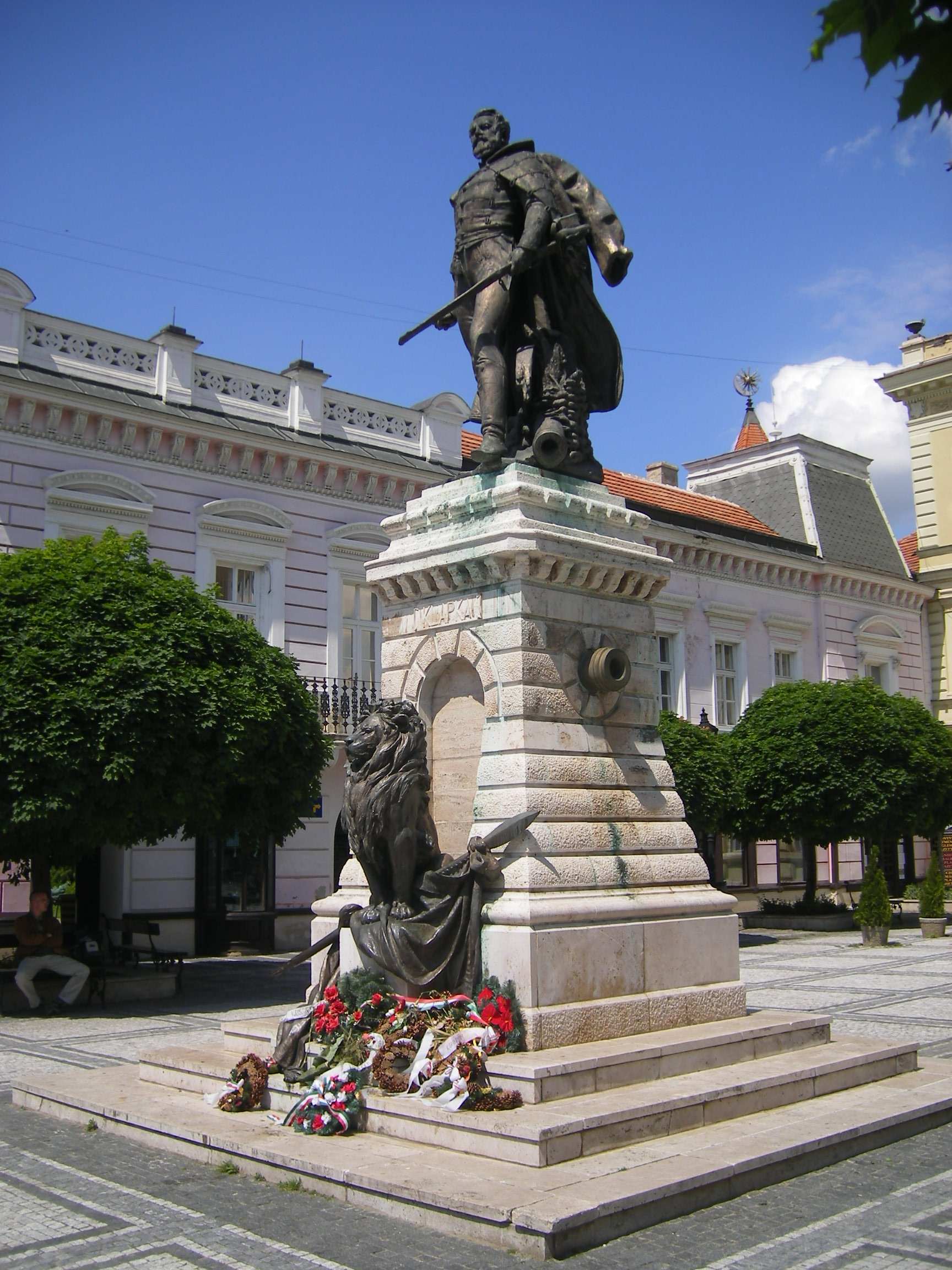
Monumentul generalului Klapka, realizat de József Róna (1896)
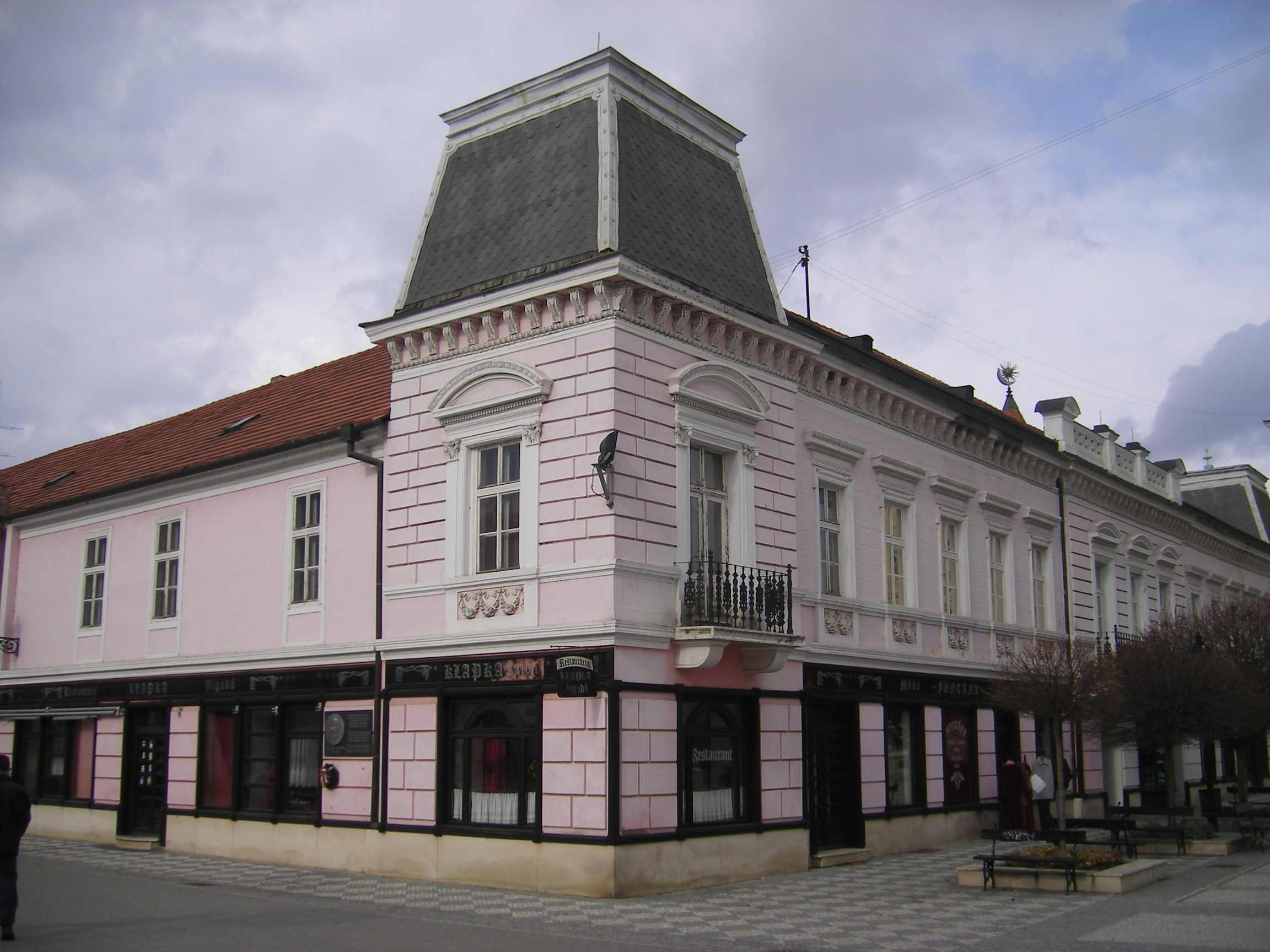
Palatul Zichy
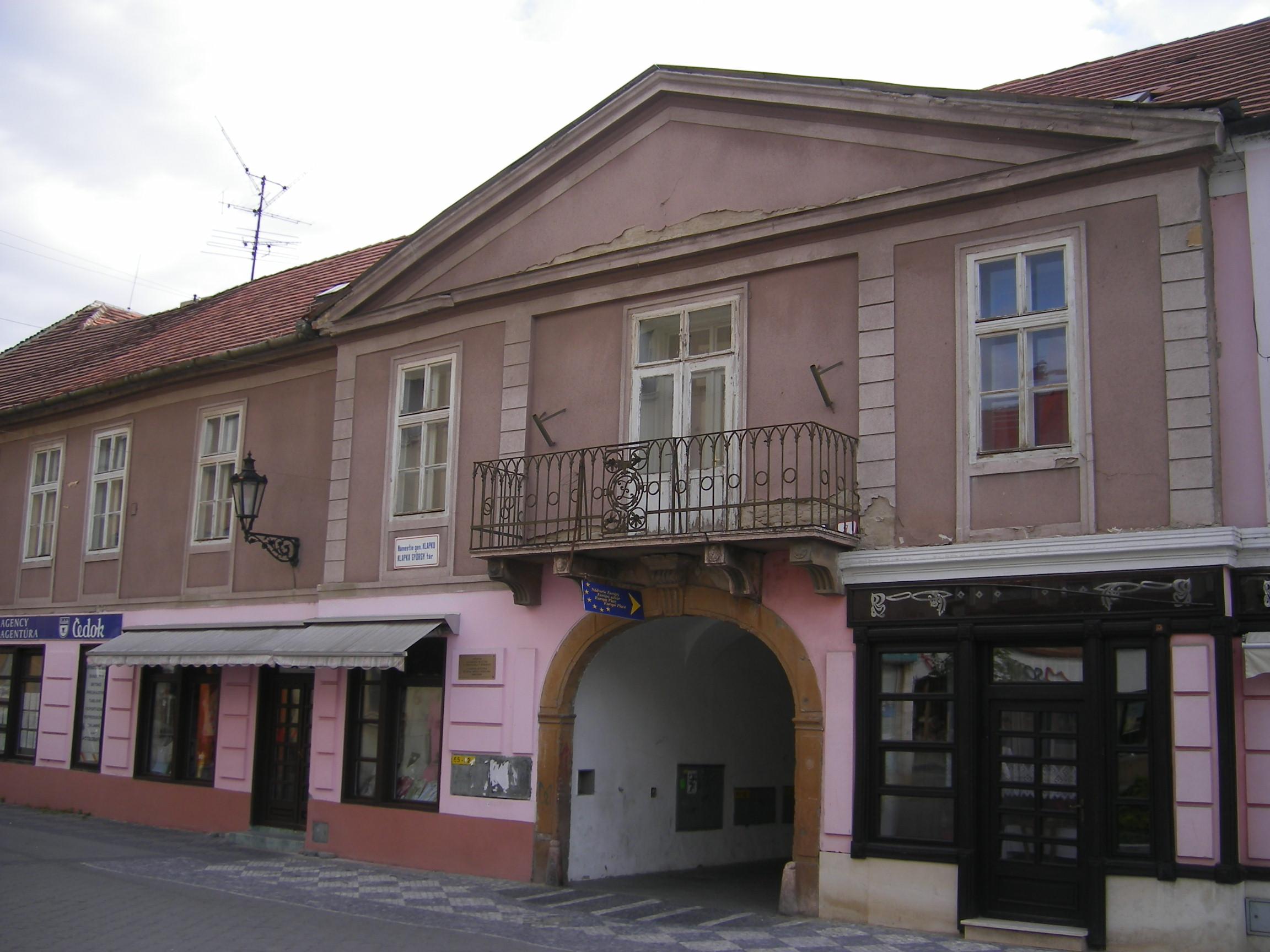
Palatul Zichy
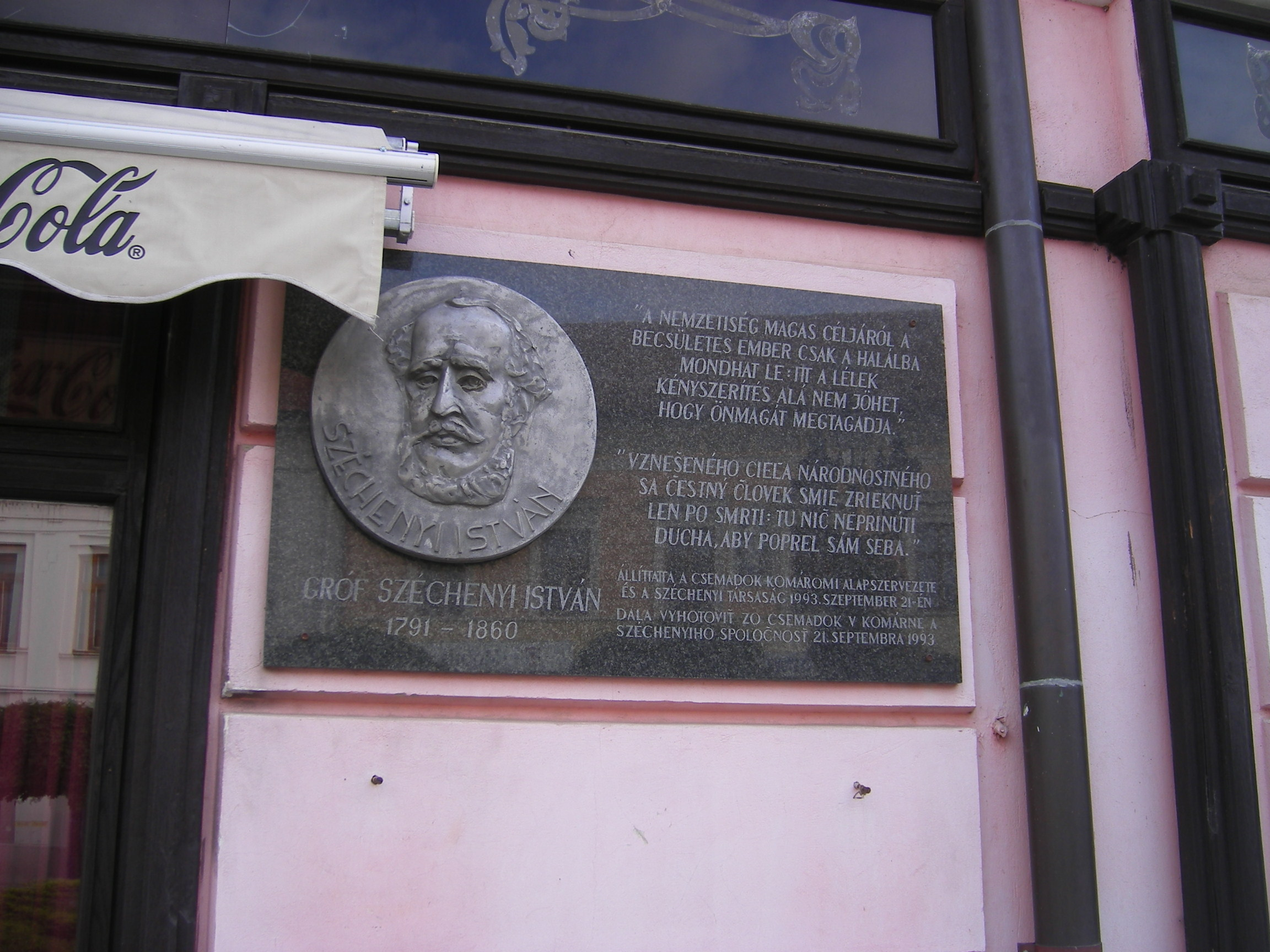
Placa memorială dedicată contelui István Széchenyi pe clădirea palatului Zichy (1993)
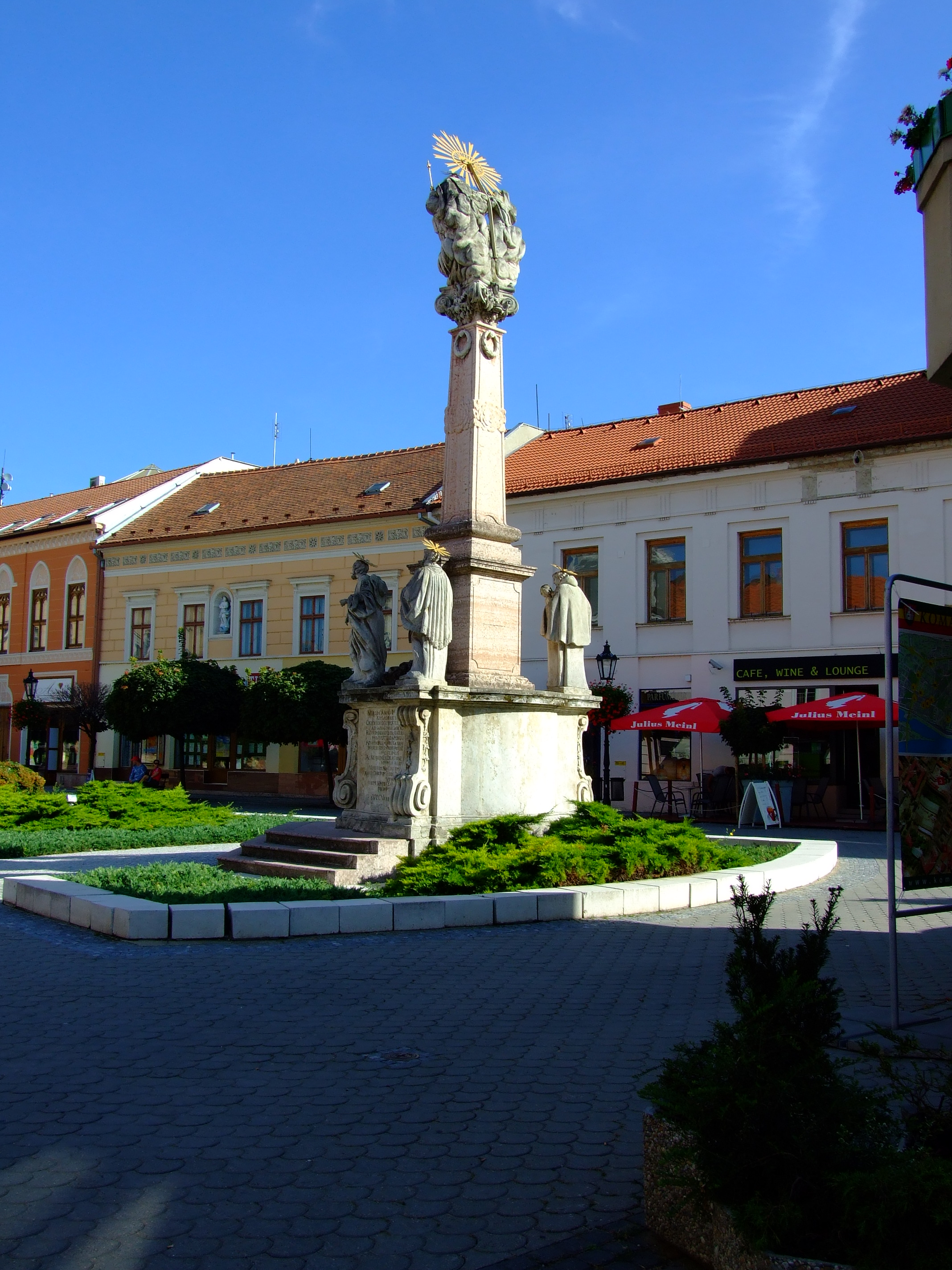
Coloana Sfintei Treimi
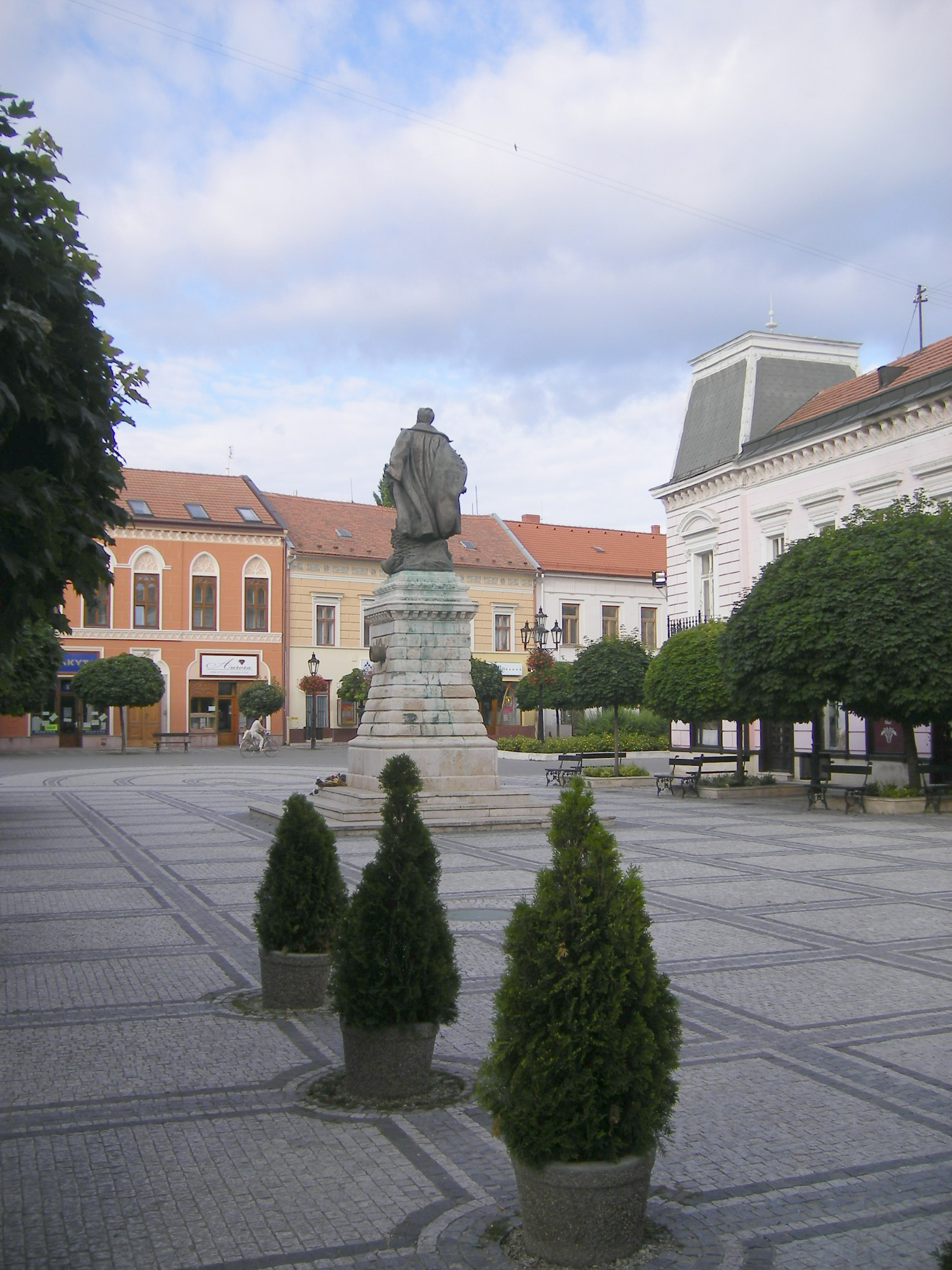
Piața în luna iunie
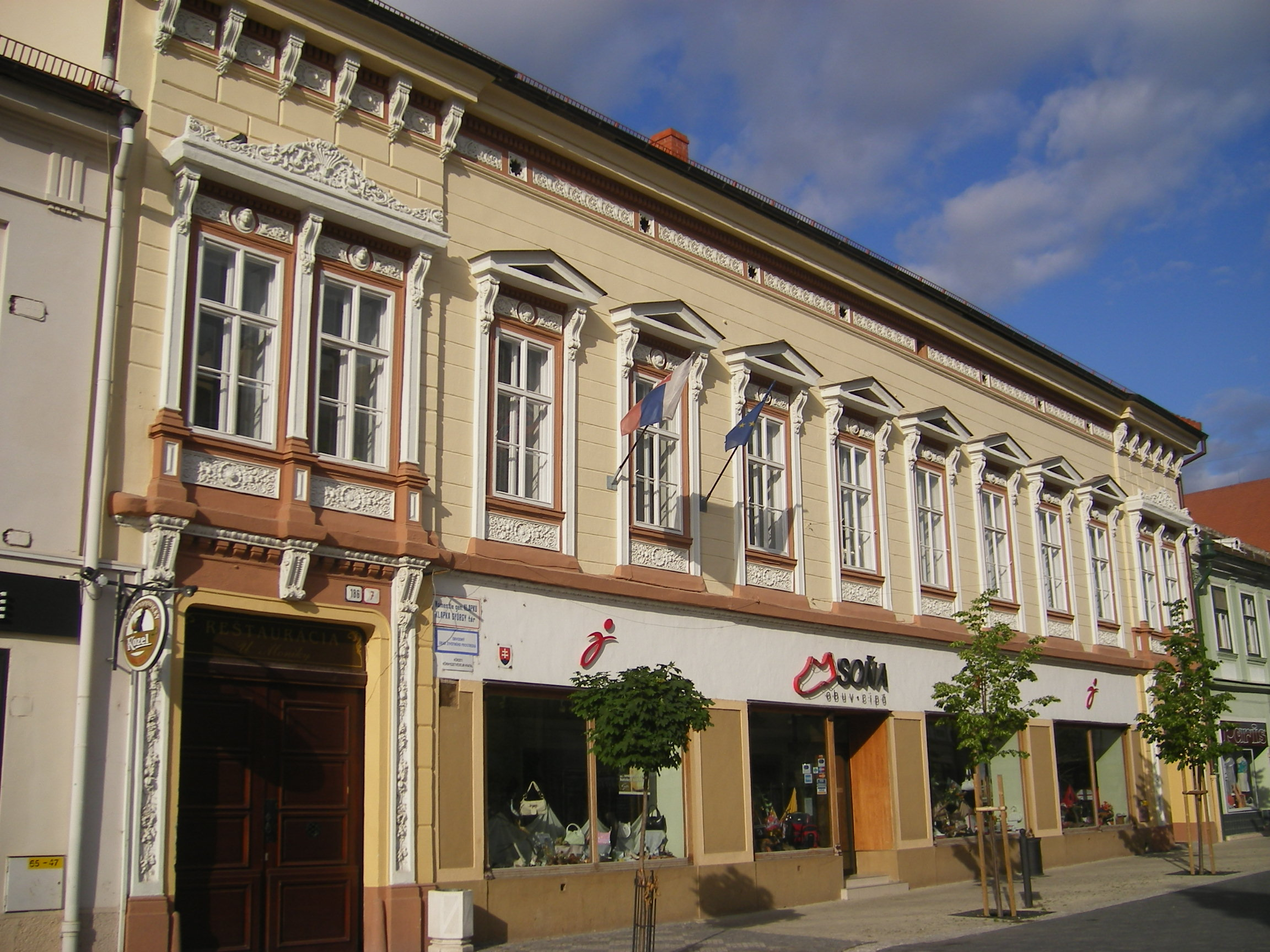
Clădirea de locuințe de la nr. 7
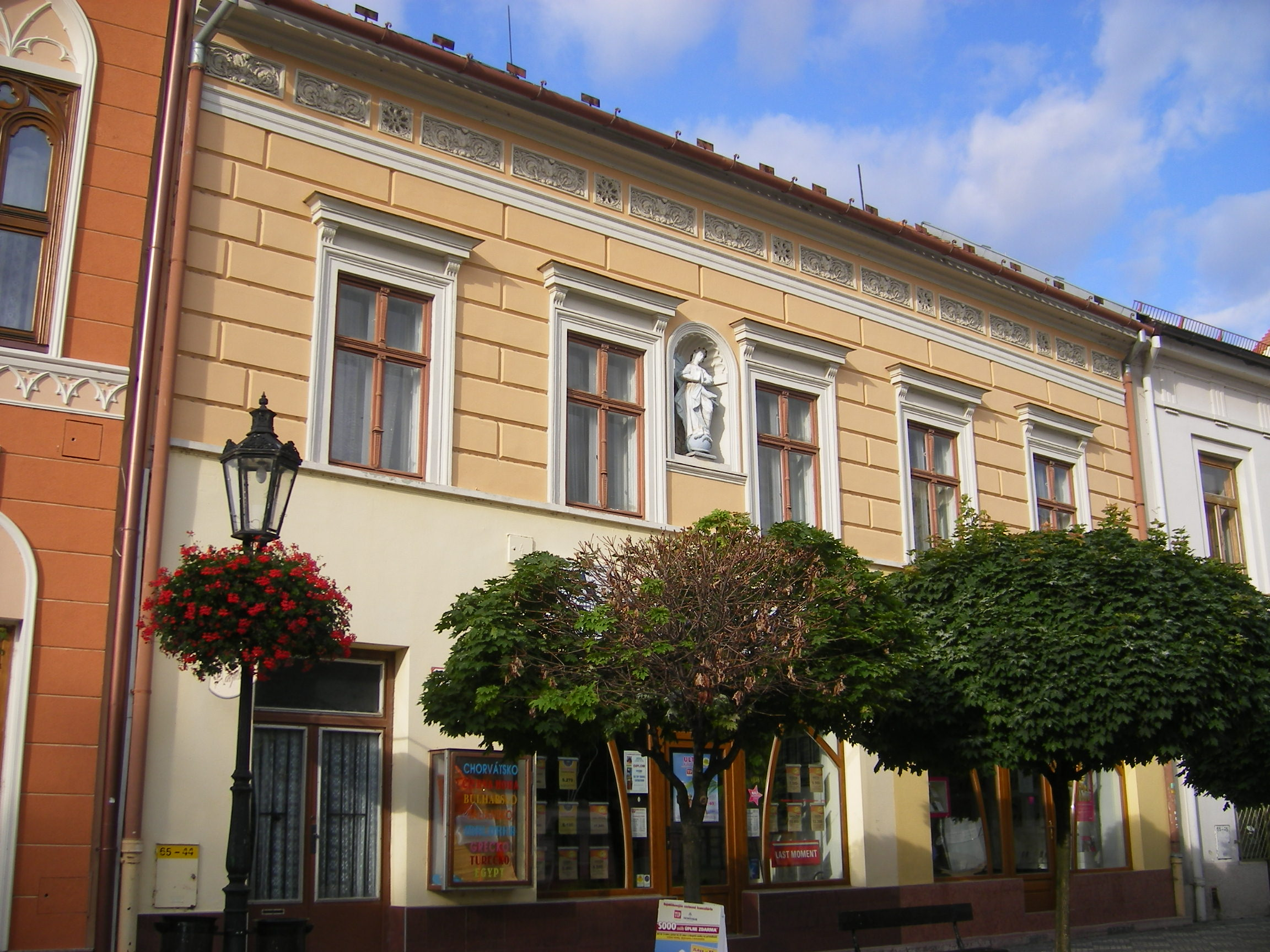
Clădire de pe latura sudică a pieței
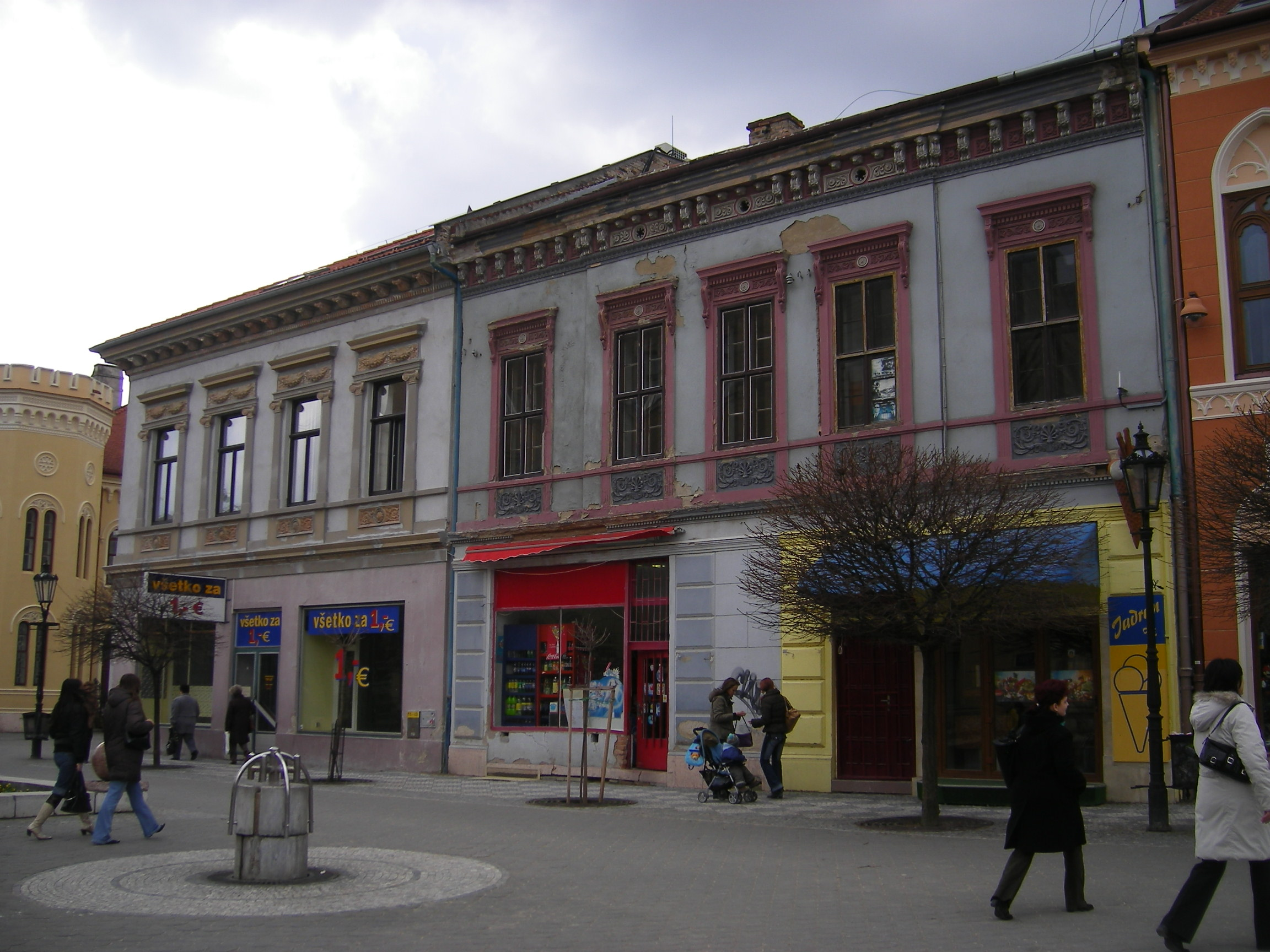
Clădire de pe latura sudică a pieței
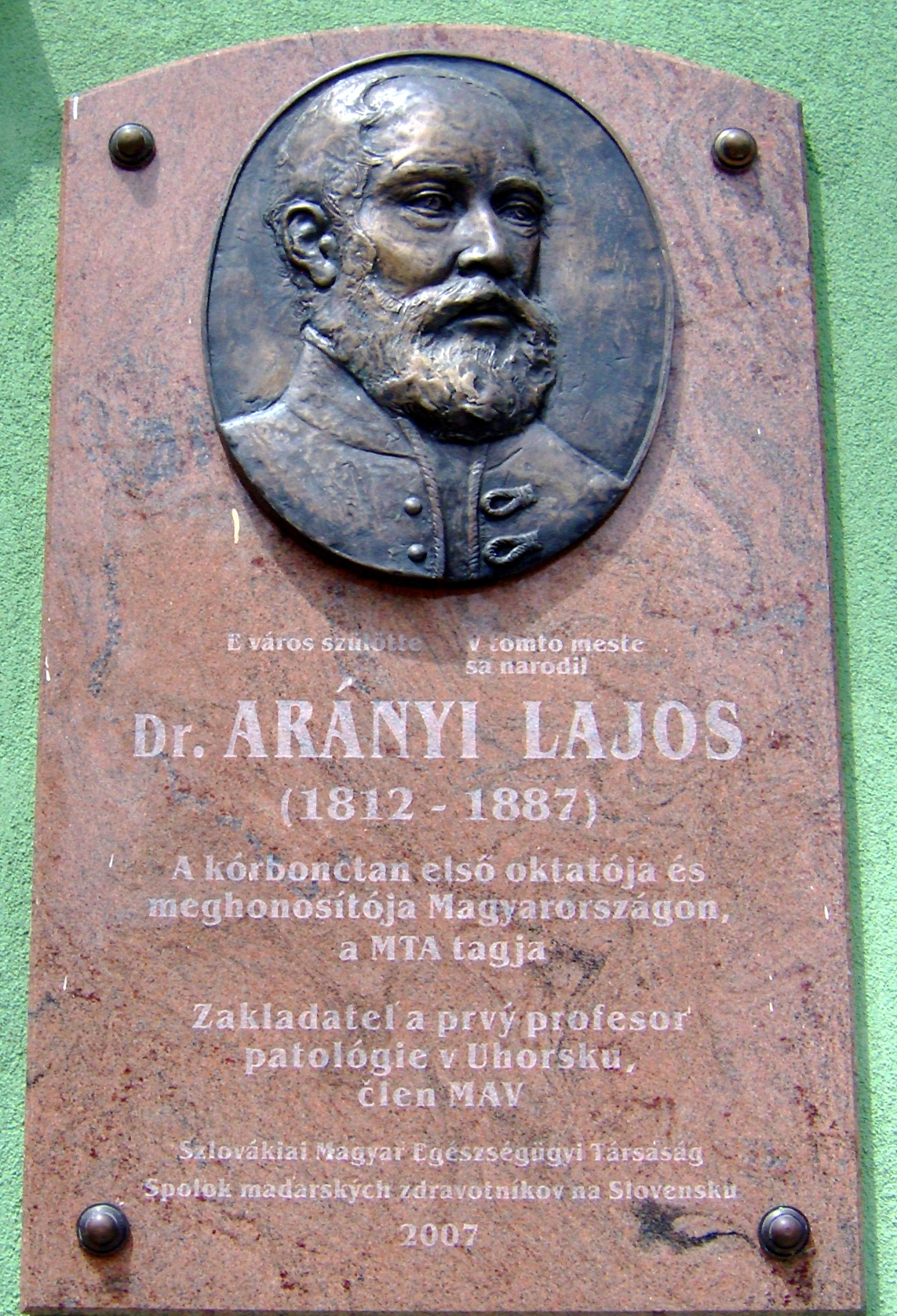
Placa memorială dedicată dr. Lajos György Arányi pe clădirea de la colțul format de strada Palatínova cu Pevnostný Rad (2007)
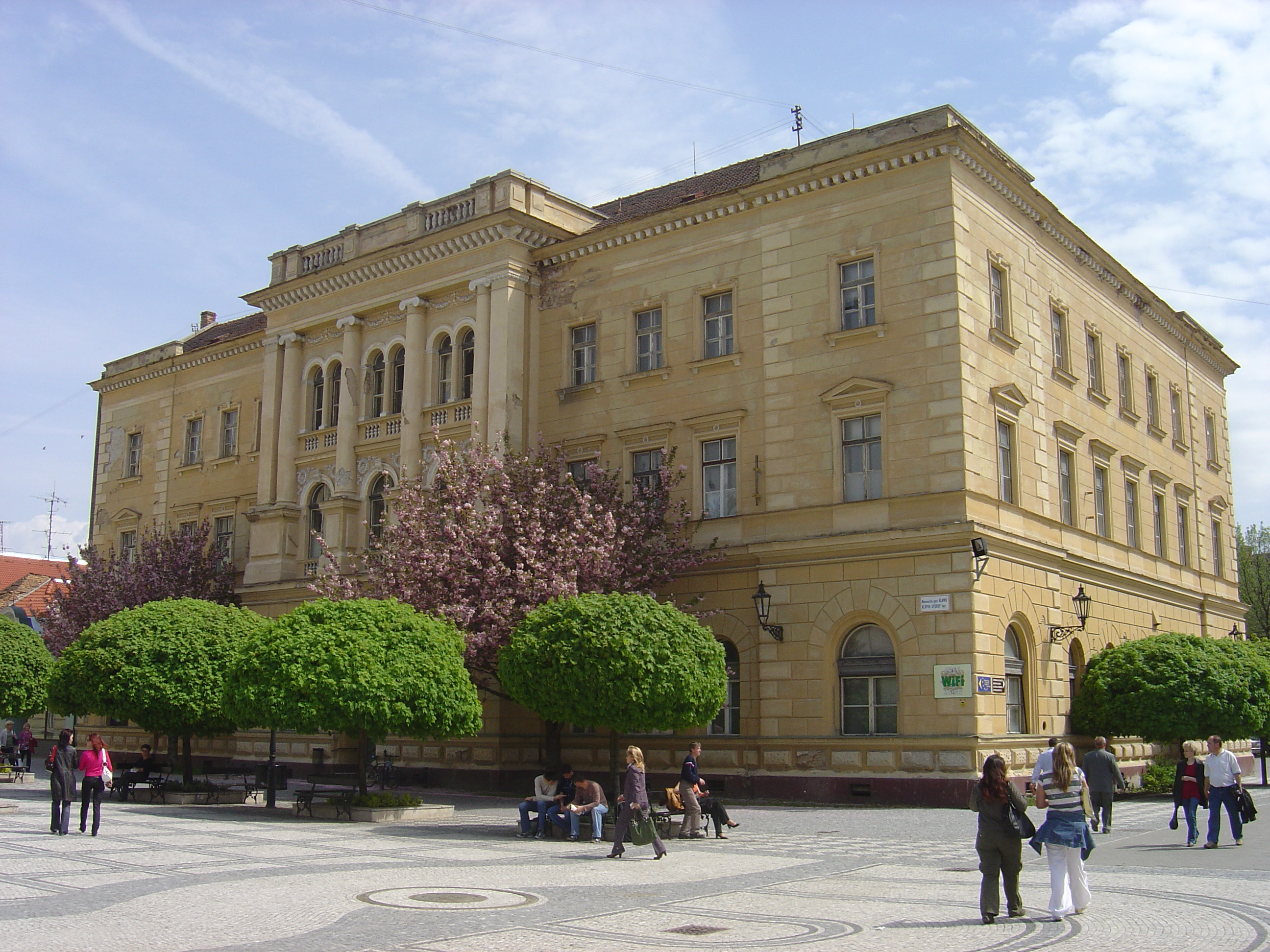
Clădirea fostei policlinici
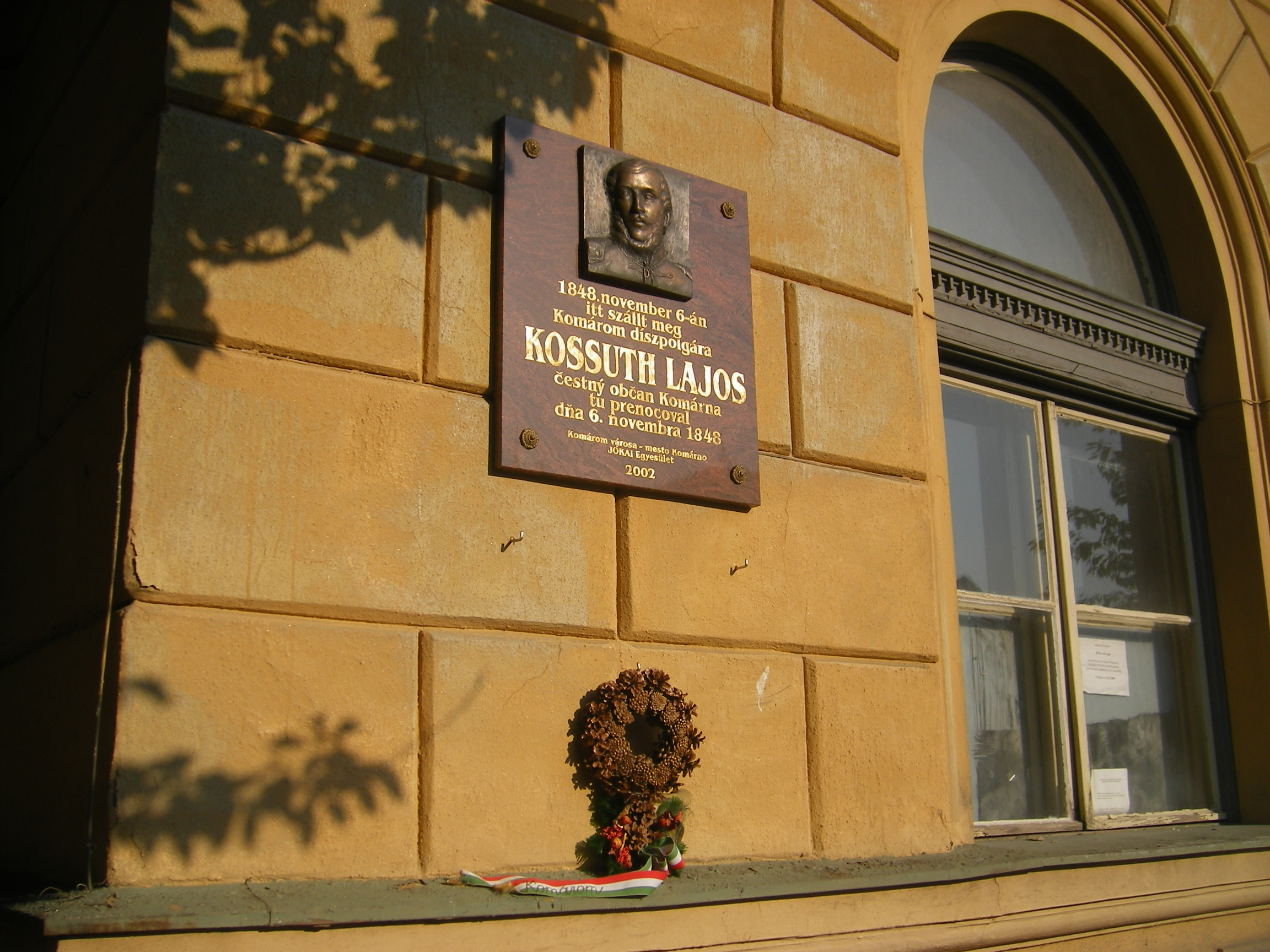
Placa memorială dedicată lui Lajos Kossuth pe clădirea fostei policlinici (2002)